# Марини, Марино (певец)
Мари́но Мари́ни (итал. Marino Marini; 11 мая 1924 — 20 марта 1997) — итальянский певец, композитор и музыкальный продюсер. Пользовался международным успехом в 1950-х—1960-х годах.

## Дискография
- См. «Marino Marini (cantante) § Discografia parziale» в итальянском разделе.